# Víctor Pérez y Pérez
Víctor Pérez y Pérez  (Casas del Abad, concejo de Umbrías, provincia de Ávila, 23 de diciembre de 1891 – El Barco de Ávila, 7 de enero de 1963) es el autor de la letra de la canción popular Serrana mía, titulada a veces Una casita blanca, que, con música de Julio Andray Araoz, ha llegado a convertirse en el himno oficioso de El Barco de Ávila.  En el año 1974 el grupo Nuevo Mester de Juglaría editó un disco en el que la canción se presentaba como “popular de Salamanca”.  Tras diversas gestiones realizadas por el cronista barcense Francisco Mateos,  el propio grupo musical, noblemente, reconoció a Víctor Pérez como el autor de la canción.

## Biografía
Víctor Pérez ejerció su magisterio en Palacios de Corneja, El Barco de Ávila y Arenas de San Pedro recibiendo diferentes distinciones por sus trabajos escolares. Se le concedieron distintos Votos de Gracias (V.G.) y fue premiado en el Certamen Nacional Pedagógico por la Asociación Provincial del Magisterio de Soria (28/06/1928).
En 1934 ocupó la plaza en propiedad de Maestro Director de la Escuela Nacional Graduada de Niños nº 1 de Ávila (conocida como El Corralón). Al inicio de la Guerra Civil, en agosto de 1936, fue depurado y encarcelado por los sublevados contra la República.  En la cárcel escribió un intenso poemario existencial que tituló Gota a gota.
Tras permanecer durante dos años encarcelado, se reincorporó al magisterio en las poblaciones abulenses de Navalmoral de la Sierra (1938) y el Barco de Ávila (1951), donde su labor pedagógica ha sido honrada dedicándole en ambos una calle con su nombre. En 2000 fue homenajeado por el Ayuntamiento de El Barco de Ávila en el que se le estimaba como un hombre de pueblo inquieto y perfeccionista, con una gran vocación por la enseñanza. Influido por la Institución Libre de Enseñanza, desarrolló en el campo de la educación conceptos renovadores dejando una profunda huella en varias generaciones de estudiantes a los que inculcó el amor y el respeto por la tierra, la tolerancia y la coherencia ideológica.

## Poemas

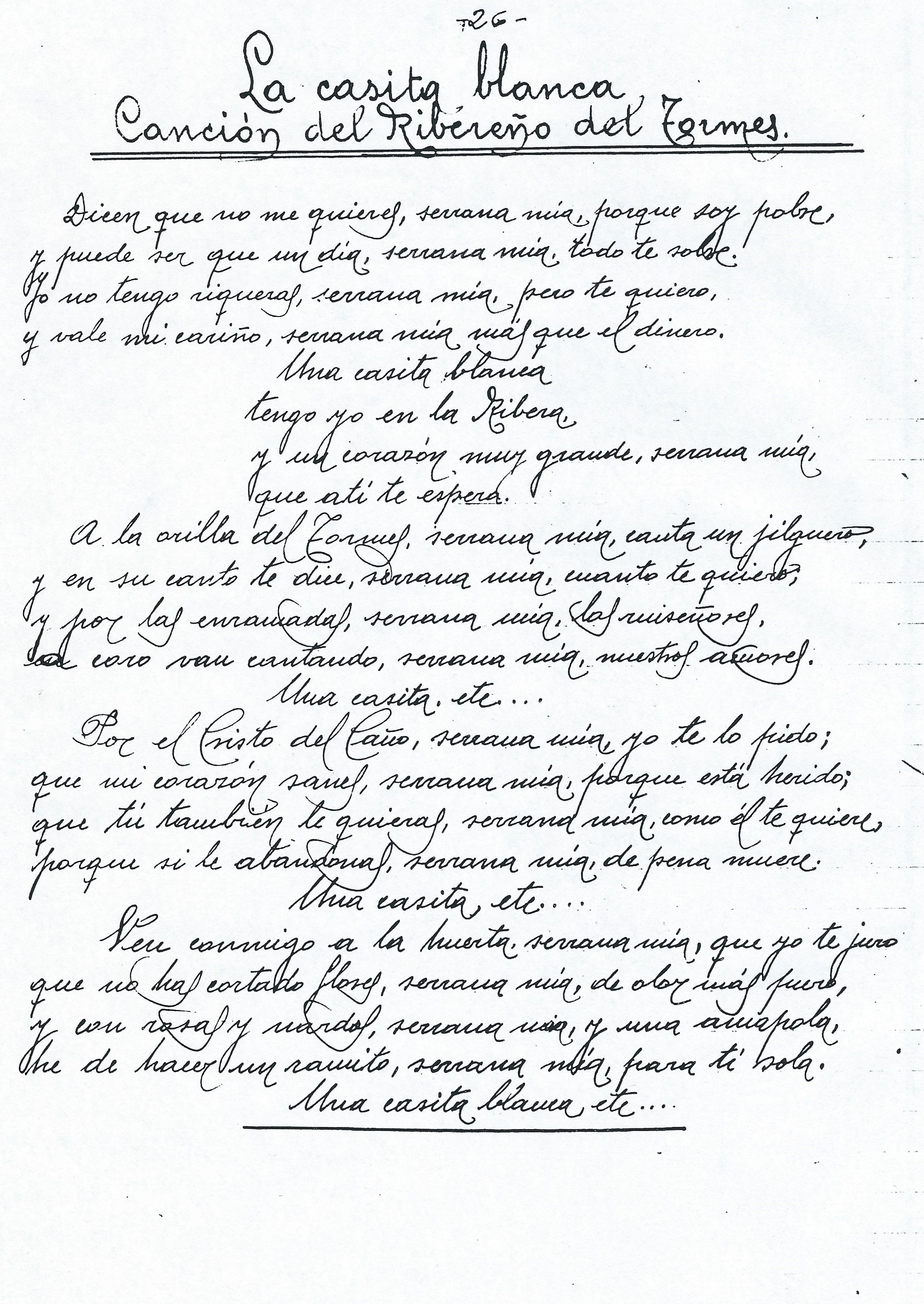
Manuscrito autógrafo del autor (c. 1925)

Existe una selección de poemas reunidos a partir de dos poemarios.  El primero, titulado Mosaico, es un canto a la vida cotidiana: recoge el habla popular, las fiestas patronales, los carnavales… El segundo, el mencionado Gota a gota (publicado ya en su totalidad), puede entenderse como un prólogo a la experiencia singular que conlleva la incertidumbre de la existencia carcelaria en la situación límite de la guerra, resuelta en una esperanza sustentada por la «palabra escrita»: «Me dices que no escriba, esposa amada (…) / Si sueltos les dejara a mis dolores, / ellos cavarían mi sepultura (…) / Con mis rimas conjuro sus fulgores».